# Улица Николая Василенко (Чернигов)
Улица Николая Василенко (укр. Вулиця Миколи Василенка) — улица в Новозаводском районе города Чернигова. Пролегает от тупика со стороны улицы Межевая до тупика в направлении улицы Северянская, исторически сложившаяся местность (район) Холодные Яры.
Примыкает улица Улица Иоанна Максимовича, Ватутина, Колосковых.

## История
Переулок назван по названию улицы Будённого — в честь маршала Советского Союза, трижды Героя Советского Союза Семёна Михайловича Будённого.
19 февраля 2016 года переулок был преобразован в улицу, получив современное название — в честь украинского историка, государственного и политического деятеля, уроженца Черниговской губернии Николая Прокофьевича Василенко, согласно Распоряжению городского главы В. А. Атрошенко Черниговского городского совета № 54-р «Про переименование улиц  города» («Про перейменування вулиць  міста»)

## Застройка
Улица пролегает в восточном направлении, где начало улицы параллельно Межевой улице. Парная и непарная стороны улицы заняты усадебной застройкой.
Учреждения: нет
Есть ряд значимых и рядовых исторических зданий, что не являются памятниками архитектуры или истории: усадебный дом № 22/12.